# Atanatolica brasiliana
Atanatolica brasiliana är en nattsländeart som först beskrevs av Brauer 1865.  Atanatolica brasiliana ingår i släktet Atanatolica och familjen långhornssländor. Inga underarter finns listade i Catalogue of Life.